# Huntington (Oregon)
Huntington – miasto w Stanach Zjednoczonych, we wschodniej części stanu Oregon, w hrabstwie Baker.